# 艺术设计
藝術設計（英語：Art and Design）是中华人民共和国教育部于1997年設立的本科招生学科名称。在中华人民共和国教育部门的设计类学科分类中，艺术设计和工业设计是并列的关系，目前中华人民共和国高校的分类主要指偏重文化性和艺术性的视觉设计，比如平面设计、展示设计、环境艺术设计、装饰设计、服装设计等。当然，设计概念本身就有狭义和广义之分，狭义的设计仅指工业设计。不过一般说到设计都是指广义的设计概念，即包含艺术设计部分的设计。
1998年，中华人民共和国国务院学位委员会制定了一个不同于教育部的学科分类，“艺术设计”在国务院的学科分类中被称作“设计艺术学”。目前，中国大陆的高校本科（大学部）招生使用了教育部的学科分类，而研究生招生则使用了国务院学位委员会的分类。目前在中国国内的设计艺术学界，除了在个别专门探讨学科命名的文章中，这两个名称基本上可以互换。其实这两个名称，在内涵上并无显著差异，英文文献中统一称为“设计（Design）”。